# Борончиев, Исмаил
 Исмаил Борончиев  (кирг. Ысмайыл Борончиев; 1910, кишлак Алчалуу, (ныне Чуйский район Чуйской области, Кыргызстан) — 8 ноября 1978) — киргизский советский акын-импровизатор, поэт, народный артист Киргизской ССР (1958).

## Биография
Сын бедняка. В 1929 вступил в колхоз. Тогда же началось песенное творчество И. Борончиева. Вскоре стал известен в народе как певец-импровизатор. Участник первой Всекиргизской олимпиады народного музыкального творчества. По рекомендации жюри в 1936 был принят в Киргизскую государственную филармонию в качестве солиста.

## Творчество
Значительное место в творчестве И. Борончиева занимают айтышы — песни-состязания со многими акынами.
Первые стихи, посвящённые общественным темам, вышли из печати в 1936 году. В 1938 году принят в Союз писателей СССР.
Всего издано шесть книг его стихов, содержащих также тексты многочисленных «айтышей». Кроме того, в 1969 опубликована книга его мемуаров «Менин емурум» («Жизнь певца»). В 1973 году на русском языке издана книга «Красный ток».

## Избранные произведения
- «Биринчи беш жылдык» («Первый пятилетний план», стихи, 1936)
- «Жакшы колхоз» («Хороший колхоз»)
- «Шамбет» (поэма, 1940)
- «Ырлар жыйнагы» («Сборник стихотворений», 1940)
- «Кыргызстан»
- «Зууракан»

## Награды
- Орден «Знак Почёта» (31 декабря 1970) — за заслуги в области советской литературы и в связи с шестидесятилетием со дня рождения
- Орден Трудового Красного Знамени (1 ноября 1958)
- Народный артист Киргизской ССР
  (1958)
- Медаль «За трудовую доблесть»
- Медаль «За трудовое отличие»
- Медаль «В ознаменование 100-летия со дня рождения Владимира Ильича Ленина»
- Медаль «За доблестный труд в Великой Отечественной войне 1941—1945 гг.»
- Почётные грамоты Верховного Совета Киргизской ССР
- Отличник культуры СССР